# 594
| 594                |
| ------------------ |
| Dødsfald - Fødsler |
|                    |

| Gregoriansk kalender | 594 DXCIV               |
| Ab urbe condita      | 1347                    |
| Armensk kalender     | 43 ԹՎ ԽԳ                |
| Kinesiske kalender   | 3290 – 3291 癸丑 – 甲寅 |
| Etiopisk kalender    | 586 – 587               |
| Jødisk kalender      | 4354 – 4355             |
| Hindukalendere       |                         |
| - Vikram Samvat      | 649 – 650               |
| - Shaka Samvat       | 516 – 517               |
| - Kali Yuga          | 3695 – 3696             |
| Iransk kalender      | 28 BP – 27 BP           |
| Islamisk kalender    | 29 BH – 28 BH           |

Se også 594 (tal)

## Dødsfald
- 17. november – Biskop Gregor af Tours dør formentlig dette år. Dermed afsluttes hans værk Historia Francorum.